# Caio Flamínio (cônsul em 187 a.C.)
 Caio Flamínio (em latim: Gaius Flaminius) foi um político da gente Flamínia da República Romana eleito cônsul em 187 a.C. com Marco Emílio Lépido. É filho de Caio Flamínio, o cônsul em 223 e 217 a.C. famoso por ter sido morto pelas forças de Aníbal na Batalha do Lago Trasimeno.

## Primeiros anos

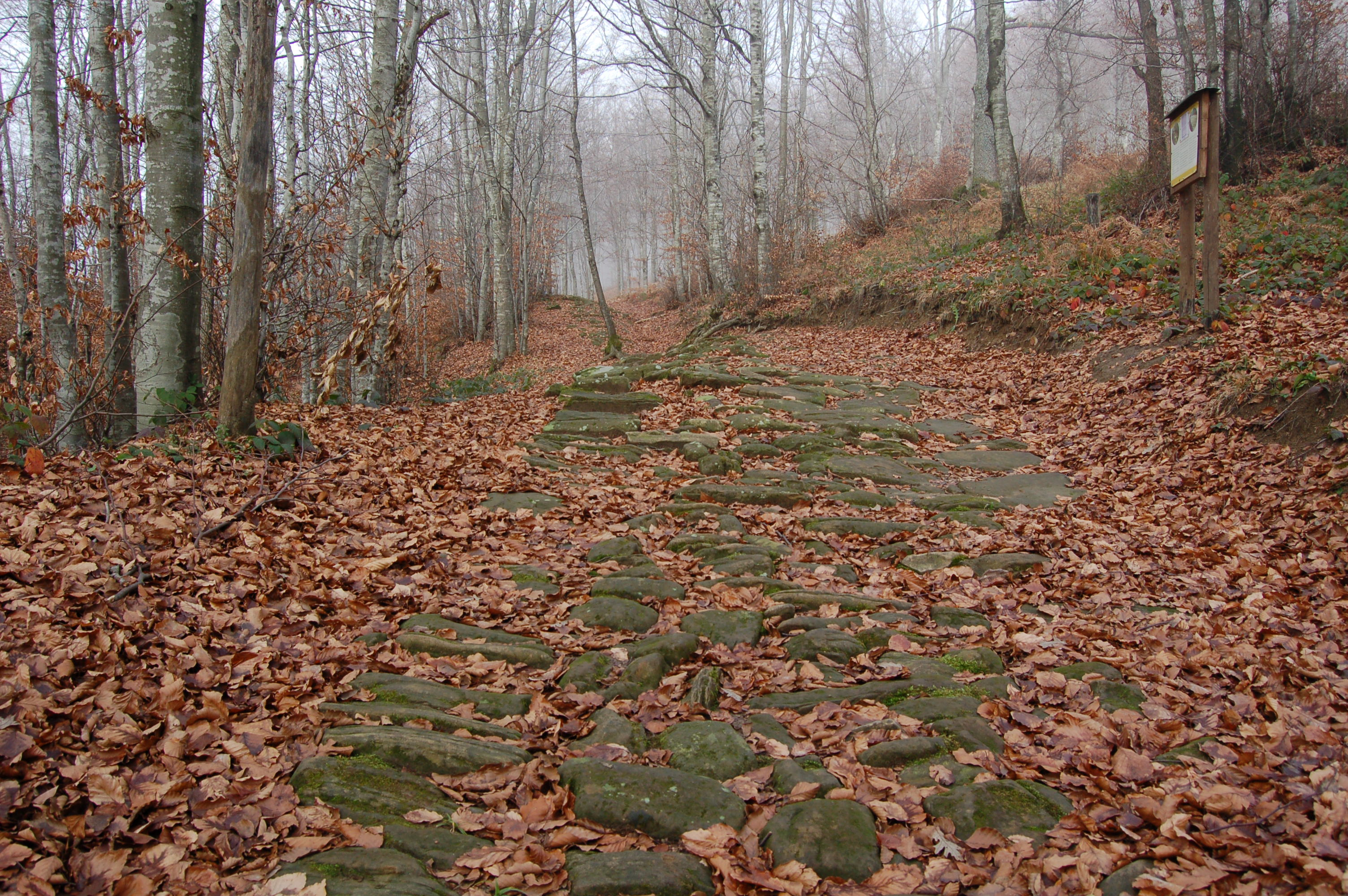
Ruínas da Via Flamínia Menor em Arezzo, Itália, uma obra de Caio Flamínio.

Foi questor de Cipião Africano na Hispânia em 210 a.C. Em 196 a.C., foi edil curul, ano no qual entregou cereais a baixo preço para o povo, recebidos dos sicilianos em agradecimento ao bom governo da ilha por seu pai. Em 193 a.C., foi pretor e recebeu o comando da Hispânia Citerior, com ordens do Senado de enviar de volta os veteranos e recrutar localmente novos legionários para o exército consular. Valério Antias relata que Flamínio teria ido até a Sicília para recrutar novas tropas e, ao retornar, foi lançado por uma tempestade na costa da África, mas conseguiu chegar à Hispânia, onde assumiu o comando da guerra pelos romanos. Cercou e conquistou a cidade de Licabro e aprisionou um general hispânico.

## Consulado (187 a.C.)
Em 187 a.C., foi eleito cônsul com Marco Emílio Lépido, rival de Marco Fúlvio Nobilior, cuja candidatura havia sido apoiada por Flamínio. O Senado entregou a Ligúria como província consular aos dois cônsules e Lépido se irritou, pois queria a província apenas para ele, como sucessor de Nobilior, que a vinha administrando nos dois anos anteriores. Flamínio derrotou, depois de várias batalhas, os triniatos, e os desarmou, atacando em seguida os apuanos, outra tribo lígure que havia invadido os territórios de Pisae e de Bonônia, também recém-conquistados; para que suas tropas não ficassem ociosas, começou a construção de uma estrada entre Bonônia e Arímino junto com Lépido, que construiu outra entre Arímino e Placência, e que terminava na Via Flamínia. Esta via ficou conhecida como Via Flaminia Minor.

## Anos finais
Foi um dos triúnviros coloniae deducendae em 181 a.C., com Cipião Násica e Lúcio Mânlio Acidino Fulviano, nomeado para fundar uma colônia em Aquileia.